# Upper Sileru Project Site Camp
Upper Sileru Project Site Camp es una ciudad censal situada en el distrito de Visakhapatnam en el estado de Andhra Pradesh (India). Su población es de 4632 habitantes (2011). Se encuentra a 147 km de Visakhapatnam.

## Demografía
Según el censo de 2011 la población de Upper Sileru Project Site Camp era de 4632 habitantes, de los cuales 2617 eran hombres y 2015 eran mujeres. Upper Sileru Project Site Camp tiene una tasa media de alfabetización del 72,62%, superior a la media estatal del 67,02%: la alfabetización masculina es del 83,69%, y la alfabetización femenina del 57,79%.